# Gabrje (gmina Tolmin)
Gabrje – wieś w Słowenii, w gminie Tolmin. W 2018 roku liczyła 101 mieszkańców.